# Paula Philippson
Paula Philippson (* 9. März 1874 in Berlin; † 21. Juli 1949 in Basel) war eine deutsche Kinderärztin und Religionswissenschaftlerin.

## Leben
Paula Philippson stammte aus einer jüdischen Gelehrtenfamilie. Ihr Vater war der Arzt Moritz Philippson (1833–1877), ihre Mutter dessen Cousine Meta Philippson.
Da sie als Frau in Deutschland kein Studium aufnehmen konnte, studierte sie Medizin an der Universität Zürich. Erst nach einer Änderung der Gesetzgebung konnte sie in Deutschland studieren. Sie ging an die Universitäten zu Straßburg, Freiburg und Breslau, wo sie 1903 die Approbation und 1904 die Promotion erreichte. 1907 ließ sich Philippson als Kinderärztin in Frankfurt am Main nieder.
Zur Beschäftigung mit der antiken Religionsgeschichte kam sie durch einen Romaufenthalt (1921). Dazu kamen die Anregungen ihres Onkels, des Geografen Alfred Philippson. Da sie als Jüdin ab 1933 nicht mehr als Kinderärztin praktizieren durfte, widmete sie sich ganz ihrer Forschungsarbeit. Von 1933 bis 1938 unternahm sie mehrere Reisen nach Griechenland.
Nach den Novemberpogromen 1938 flüchtete Philippson in die Schweiz und ließ sich 1939 in Basel nieder, wo sie die letzten zehn Jahre ihres Lebens als Privatgelehrte zubrachte. Sie versuchte vergeblich, die Entlassung ihres Onkels Alfred aus dem Ghetto Theresienstadt zu erreichen.
Paula Philippsons Arbeiten behandelten die griechische Religion im Zusammenhang mit der Landeskunde und Topografie. Dieser innovative Forschungsansatz wurde in der Religionswissenschaft aufgenommen und weiterentwickelt. Obwohl sie nicht archäologisch und philologisch vorgebildet war, fanden Philippsons Arbeiten positive Resonanz in der akademischen Welt.